# Ayari Aoyama
Ayari Aoyama (青山綾里?, Aoyama Ayari; Kashiwazaki, 10 febbraio 1982) è un'ex nuotatrice giapponese.

## Carriera
Specializzata nella rana ha vinto una medaglia di oro nella staffetta 4x100 m misti alle Giochi Asiatici di Bangkok 1998 e Campionati Mondiali di nuoto in vasca corta di Hong Kong 1999.

## Palmarès
- Mondiali

Perth 1998: argento nei 100m farfalla e bronzo nella 4x100m misti.
- Mondiali in vasca corta

Hong Kong 1999: oro nella 4x100m misti e bronzo nei 100m farfalla.
- Giochi PanPacifici

Atlanta 1995: bronzo nella 4x100m misti.
Fukuoka 1997: argento nei 100m farfalla e bronzo nella 4x100m misti.
Sydney 1999: bronzo nei 100m farfalla e nella 4x100m misti.
- Giochi asiatici

Bangkok 1998: oro nei 100m farfalla e nella 4x100m misti.